# Montafoner Bergbaumuseum Silbertal

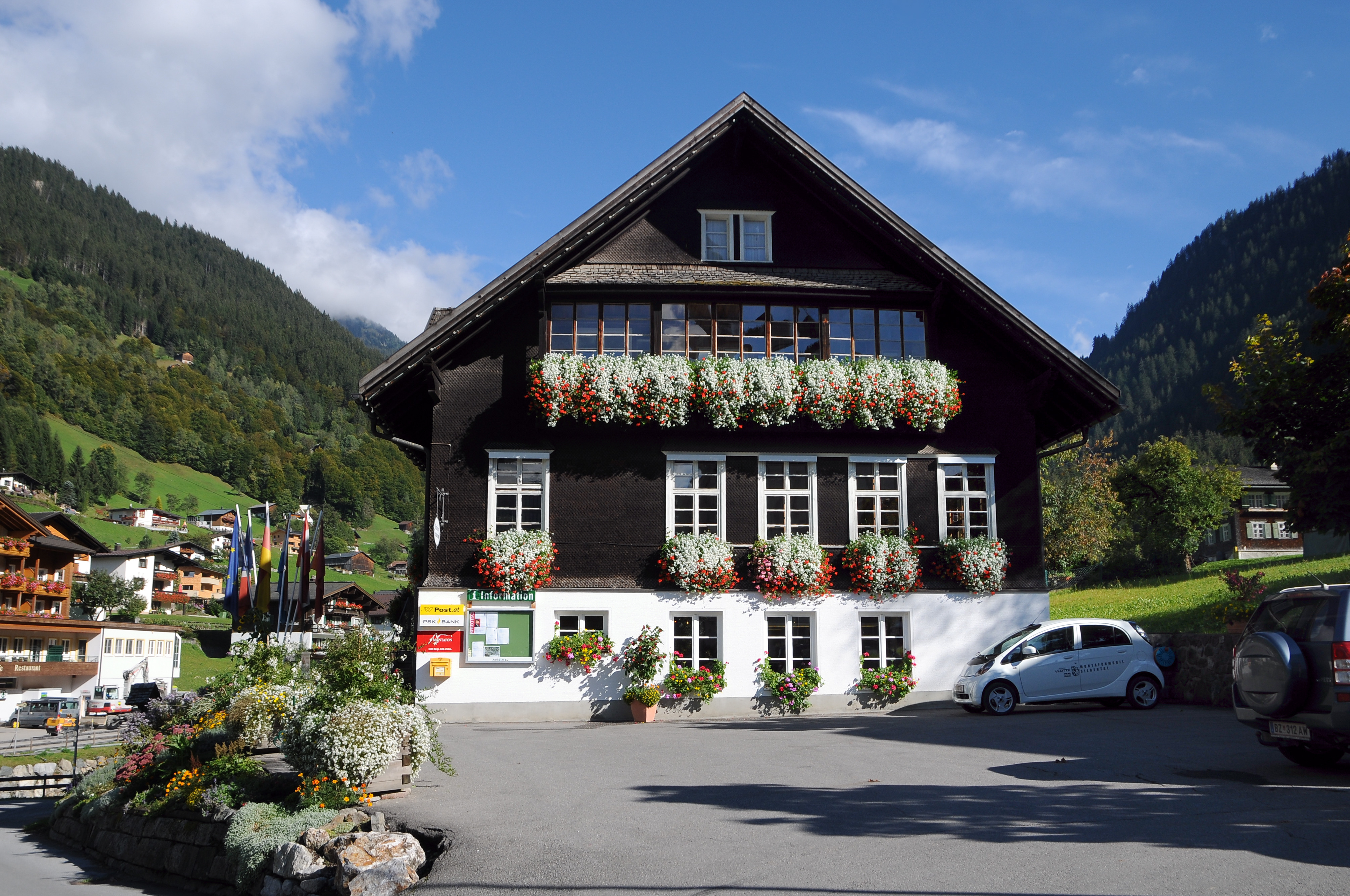
Gemeindeamt und Montafoner Bergbaumuseum

Das Montafoner Bergbaumuseum im Ort Silbertal ist im Gemeindeamt im Zentrum der Streusiedlung gegenüber der Pfarrkirche Silbertal untergebracht.

## Architektur
Das Gemeindeamt wurde in Mischbauweise, gemauert und als Holzbau, errichtet. Es beinhaltet das Montafoner Bergbaumuseum, welches den ehemaligen Abbau von Silber, Kupfer und Eisen im Montafon mit circa 500 Objekten nachzeichnet. Der Heimatschutzverein Montafon ist Träger des Museums und der Eigentümer der Sammlung. Weiters beherbergt das Amt die Poststelle Silbertal des Postamtes Schruns.

## Sonderausstellungen
- 2011: Johann Bitschnau (1876–1929), Erinnerungen eines Silbertaler Lehrers[2][3]